# Mount Stancliff
Mount Stancliff ist ein rund 450 m hoher Berg im westantarktischen Marie-Byrd-Land. In den Denfeld Mountains der Ford Ranges ragt er 5 km nordöstlich des Saunders Mountain an der Südflanke des Crevasse Valley Glacier auf.
Mitglieder einer Schlittenmannschaft entdeckten ihn im November 1934 im Zuge der zweiten Antarktisexpedition (1933–1935) des US-amerikanischen Polarforschers Richard Evelyn Byrd. Sie benannten ihn nach Olin Dana Stancliff (1905–2003), der dieser Mannschaft angehört hatte.